# Slama
Slama u širem značenju predstavlja obrana i izmlaćena osušena stabla i stabljike svih poljskih kultura. 
U užem značenju slama čine osušene stabljike žitarica (pšenica, raž, ovas, ječam...).
Seno nije isto što i slama. Seno se pravi od krmnih biljaka (pre svih od trave, ali i od npr. deteline), koje su pokošene i osušene na vazduhu. Seno se prevashodno koristi kao krmivo. 
Slama se takođe donekle koristi kao krmivo (pomešano sa senom), ali se uglavnom koristi kao prostirka za domaće životinje, kao biogorivo, građevinski materijal, sirovina za proizvodnju aglomerisanih materijala, materijal za izradu kućnih ukrasnih predmeta, i može da se koristi i za proizvodnju papira i sl.